# V8 (groupe)
Pour les articles homonymes, voir V8.
V8 est un groupe argentin de heavy metal, originaire de Buenos Aires. Il est un groupe pionnier, influent et emblématique du heavy metal argentin dans les années 1980. Leur premier album studio est publié en 1983, sous le titre de Luchando por el metal, une valeur symbolique en son temps et est considéré comme l'un des albums rock argentin phares.
La première formation comprend Ricardo Iorio au chant et à la basse, Ricardo Chofa Moreno à la guitare et Gerardo Osemberg à la batterie. Plus tard, le groupe se composera d'Alberto Zamarbide au chant, du guitariste Osvaldo Civile, du bassiste Ricardo Iorio et du batteur Gustavo Rowek. Cette formation publie deux premiers album, Luchando por el metal et Un paso más en la batalla. Pendant leur séjour au Brésil, Civile et Rowek sont remplacés par le guitariste Walter Giardino et le batteur Gustavo Andino, avant de recruter le guitariste rythmique Miguel Roldán.

## Biographie
L'histoire de V8 commence à la fin de 1979 avec Ricardo Iorio et Ricardo Chofa Moreno, qui quittent le groupe Comunión Humana, pour en former un autre. Après avoir enregistré plusieurs chansons, Voy a enloquecer, Asqueroso cansancio et Maligno, le groupe souhaite recruter un batteur. Ils publient alors une annonce et recrutent Gerardo Osembergh.
En juillet 1980, ils jouent sur scène au club Sahores de Villa del Parque, Capital Federal (Buenos Aires) ; Ricardo Moreno à la guitare, Ricardo Iorio à la basse et au chant, et Gerardo Osemberg à la batterie. Au début de 1980, ils jouent un autre concert à Villa Martelli, avec le groupe Orions. En 1981, V8 se présente au club Pinocho de Villa Urquiza. En 1982 ils contactent grâce à un ami Alberto Zamarbide, et organisent un concert au Club Atlético Chacarita Jrs., avec Av. Álvarez Thomas et Federico Lacroze, à Buenos Aires. Ils jouent avec La Máquina Infernal, Manila Express, Ácido Nítrico, WC (Zamarbide et Gustavo Rowek), et V8.
Cette même année, V8 enregistre une cassette démo au studio El Jardín, qui comprend les chansons Asqueroso cansancio, Vomitando heavy metal, Maligno, Hiena de metal, Juicio final, Parcas sangrientas et Voy a enloquecer. La chanson Maligno est inclus edans la compilation Antología publiée en 2001. 
Le 21 septembre 1982, Alberto Zamarbide assiste à un festival à Parque Sarmiento avec la présence du groupe Riff, qui lui donne l'occasion de discuter avec Norberto Pappo Napolitano et l'inviter à s'essayer au sein de V8. Pappo. En 1983, José Luis, un ami de Zamarbide les contacte avec Ramón Villanueva, producteur exécutif du label Umbral, pour signer un contrat et ainsi leur permettre d'enregistrer leur premier album. Ce dernier, intitulé Luchando por el metal, est enregistré aux Estudios Edipo avec la participation de Pappo sur la chanson Hiena de metal. Les 7 et 8 octobre 1983, V8 joue avec le groupe de hard rock Bunker à l'Estadio Obras Sanitarias, en soutien au groupe espagnol Barón Rojo. Ils jouent ensuite à l'Estadio Ciudad de Vicente López. Le 3 février 1984, V8 joue au Club Atlético All Boys les chansons Colt 45, Hugo Racca, 100 DB et Brigadas Metálicas. Le 7 juillet 1984, ils jouent à la Casa Suiza avec Hangar et Bunker en soutien. 
Le 30 juillet 1984, les V8 se dirigent aux studios Panda pour l'enregistrement d'un deuxième album, intitulé Un paso más en la batalla. Il est terminé le 30 septembre après plus de 300 heures d'enregistrements. Le 12 août, V8 joue à Quilmes devant 500 personnes avec le groupe Super Ratón. Le groupe décide de se séparer en 1987.

## Membres

### Anciens membres
- Alberto Zamarbide - chant
- Osvaldo Civile - guitare
- Ricardo Iori - basse, chant
- Gustavo Rowek - batterie
- Adrian Cenci - batterie
- Ricardo Chofa Moreno - guitare
- Gerardo Osemberg - batterie
- Alejandro Colantonio - batterie
- Miguel Roldán - guitare
- Guillermo Venuto - batterie
- Walter Giardino - guitare
- Gustavo Andino - batterie

## Discographie

### Démos
- 1982 : Demo
- 1983 : Demo

### Albums studio
- 1983 : Luchando por el metal
- 1985 : Un paso más en la batalla
- 1986 : El fin de los inicuos

### Compilations
- 1991 : No se rindan
- 2016 : 1982-1987

### Splits
- 1985 - Aleación
- 1989 - Dos Estrellas

### Autres
- 1996 - Homenaje
- 2001 - Antología